# Sul (Barém)
Província do Sul (em árabe: المحافظة الشمالية; romaniz.: Muḥāfaẓat al-Janobiyah) é uma das quatro províncias do Reino do Barém. Segundo censo de 2016, tinha 287 434 residentes. Compreende 485 quilômetros quadrados.